# Scorrano
Scorrano là một đô thị và thị xã của Ý. Đô thị này thuộc tỉnh Lecce trong vùng Apulia. Scorrano có diện tích 34 km2, dân số theo ước tính năm 2005 của Viện thống kê quốc gia Ý là 6984 người. 
Các đơn vị dân cư:
Đô thị Scorrano giáp với các đô thị: